# Новое Семёновское (Тверская область)
Новое Семёновское — деревня (ранее село) в Калининском районе Тверской области. До 2023 года входила в состав Эммаусского сельского поселения.

## География
Расположена восточнее Твери, на реке Инге, в 2,5 км от автодороги «Москва — Санкт-Петербург». Рядом деревня Старое Семёновское.

## История
В старину село Семёновское (Старое Семёновское) принадлежало к вотчинам Вознесенского Оршина монастыря (расположенного напротив, на другом берегу Волги). В 1651 году Оршин монастырь со всеми вотчинами был приписан к Тверскому Архиерейскому Дому, а в 1780 году Семёновское стало казённым селом с самостоятельным приходским устройством. После пожара, когда церковь и все село Семеновское сгорели дотла, новую церковь построили за рекой Ингой. Впоследствии вокруг храма и образовалось село Новое Семёновское. В 1822 году освящен новый каменный храм в честь Дм. Солунского.
В Списке населённых мест 1859 года значится единое село Семёновское, имеющее 84 двора и 731 жителя. В середине XIX-начале XX века село было центром прихода Городенской волости Тверского уезда.
В 1930-е годы село Новое Семёновское (121 двор) центр сельсовета Калининского района Калининской области, в который входят деревни Старое Семёновское (22 двора) и Старая Ведерня (74 двора).

## Население
| 1859 | 1886 | 2002 | 2010 |
| ---- | ---- | ---- | ---- |
| 731  | ↘604 | ↘159 | ↘152 |

### Историческая численность населения
В 1997 году — 130 жителей.

## Инфраструктура
Личное подсобное хозяйство с зоной сельскохозяйственного использования, индивидуальная застройка усадебного типа. В 1997 году — 74 хозяйств.
Основа экономики — сельское хозяйство.

## Достопримечательности
В деревне расположена действующая Церковь Димитрия Солунского (1822).

## Транспорт
Автобусное сообщение с райцентром. Остановка общественного транспорта «Новое Семёновское». 